# Heinrich Christian Mayr
Heinrich Christian Mayr (* 1. Februar 1948 in Miesbach) ist ein deutscher Informatiker und emeritierter Universitätsprofessor an der Alpen-Adria-Universität Klagenfurt, deren Rektor er von 2006 bis 2012 war.

## Leben
Mayr besuchte das Wilhelmsgymnasium München, das Karlsgymnasium München-Pasing und das Bismarck-Gymnasium Karlsruhe, welches er 1966 mit dem Abitur abschloss. Nach dem Militärdienst studierte er Informatik an der Universität Karlsruhe und schloss sein Diplomstudium 1972 in Grenoble ab, wo er 1975 auch promovierte. Von 1975 bis 1983 war er Hochschulassistent an der Universität Karlsruhe und danach bis 1990 in leitender Position in der Wirtschaft tätig.
Von 1990 bis zu seiner Emeritierung im Jahr 2016 war er Ordentlicher Universitätsprofessor an der Alpen-Adria-Universität Klagenfurt; von 1994 bis 2000 und von 2004 bis 2006 war er Dekan der Fakultät für Wirtschaftswissenschaften und Informatik. Er war Gastprofessor an verschiedenen Universitäten in Deutschland, Neuseeland, Spanien und der Ukraine.
Im Mai 2001 erhielt er von der Technischen Universität Charkiw, Ukraine, das Ehrendoktorat für “his outstanding achievements in the theory and practice of information systems and technologies, his considerable personal contribution to the dissemination of progressive scientific ideas and the successful development of collaboration between universities”.
Im Jahr 2008 wurde er zum Fellow der Gesellschaft für Informatik ernannt.
Von April 2006 bis April 2012 war Mayr Rektor der Universität Klagenfurt. Im Herbst 2011 wurde seitens des Universitätsrats ein Abberufungsverfahren eingeleitet. Da die Abberufung nicht vom Senat der Universität unterstützt wurde, erfolgte sie durch den Universitätsrat „von Amts wegen“. Nach Beschwerde Mayrs beim Verwaltungsgerichtshof wurde der Abberufungsbescheid „wegen Rechtswidrigkeit infolge Verletzung von Verfahrensvorschriften“ am 28. Oktober 2015 aufgehoben. Mayr und Universität haben sich daraufhin außergerichtlich über seine Entschädigung geeinigt.
Im Oktober 2012 wurde Mayr vom ukrainischen Ministerium für Bildung und Wissenschaft, Jugend und Sport und von der Staatlichen Universität Cherson, Ukraine, zum Honored Professor of Sciences “for outstanding achievements in the field of education and science, formidable contribution into the University development” ernannt. Im April 2013 erhielt er die Goldene Medaille der Stadt Klagenfurt. Im Oktober 2013 wurde er im Rahmen der 32nd International Conference on Conceptual Modeling in Hongkong zum ER Fellow ernannt.
Im Mai 2013 wurde Mayr auf Vorschlag von Bürgermeister Christian Scheider (FPK/FPÖ) vom Klagenfurter Gemeinderat zum Vorsitzenden des Aufsichtsrats der Stadtwerke Klagenfurt bestellt. Im Frühjahr 2015 bot er der neuen Bürgermeisterin Maria-Luise Mathiaschitz (SPÖ) seinen Rücktritt an; Nachfolger wurde der Industriemanager Michael Junghans.
Im September 2016 wurde er von der Wirtschaftskammer Kärnten mit der Großen Ehrenmedaille ausgezeichnet. „Seine enge Zusammenarbeit mit der Kärntner Wirtschaft, die Mitwirkung an unzähligen Projekten, seine internationalen Kontakte und das großartige Engagement für IT-Unternehmen waren ein wesentlicher Baustein für die erfolgreiche Entwicklung des IT-Standortes Kärnten“, so der Text der Ehrenurkunde.
Seit Ende 2017 ist Mayr als Berater von Gerhard Köfers Team Kärnten, vormals „Team Stronach Kärnten“, tätig. Im Februar 2021 trat er im Rahmen der abermaligen und erfolgreichen  Bürgermeister-Kandidatur von Christian Scheider (nun für „Team Kärnten“) vor die Presse.

## Forschung
Seine Forschungsschwerpunkte sind folgende Bereiche:
- Anforderungserhebung (Requirements Engineering)
- Anwendungsarchitekturen
- Application Engineering
- Modellierung
- Natural Language Processing und
- Wissensmodellierung (Knowledge Engineering)
- Ambient Assisted Living

## Funktionen (Auswahl)
- 1979: Mitbegründer und Sprecher der GI-Fachgruppe EMISA
- 1991–2011: Mitglied des Vorstands der Österreichischen Computer Gesellschaft
- 1994–2000 und 2004–2006: Dekan der Fakultät für Wirtschaftswissenschaften und Informatik
- 1992–1996: Sprecher des Fachbereichs „Softwaretechnologie und Informationssysteme“ der Gesellschaft für Informatik (GI)
- 1996–1999: Vizepräsident der Gesellschaft für Informatik (GI)
- 2000–2003: Präsident der Gesellschaft für Informatik (GI)
- 2004–2006: Vizepräsident des Council of European Professional Informatics Societies - CEPIS
- 2001: Gründung der Buchreihe Lecture Notes in Informatics (LNI) der GI; Hauptherausgeber von 2001 bis 2020
- 2006–2012: Rektor der Alpen-Adria-Universität Klagenfurt
- 2006–2016: Hochschulrat der Pädagogischen Hochschule Kärnten
- 2013–2015: Vorsitzender des Aufsichtsrats der Stadtwerke Klagenfurt AG und der Energie Klagenfurt GmbH
- früher: Mitherausgeber der Fachzeitschriften Informatik Spektrum, ICTer und International Journal of Information Technology and Web Engineering
- aktuell: Associate Editor der Fachzeitschrift Data & Knowledge Engineering, Senior Editor der Fachzeitschrift  Enterprise Modelling and Information Systems Architectures
- 2008–2012: Chairman des Steering Committee der Konferenzserie UNISCON
- seit 2011: Mitglied des Steering Committee der Int. Conference on ICT in Education, Research and  Industrial Applications ICTERI
- Mitglied des ER Steering Committee, von November 2014 bis November 2016 dessen Vice Chair und von November 2016 bis November 2018 dessen Chair[15]
- Vorsitzender des Beirats des Software Internet Clusters SIC Kärnten (bis 2020)
- Mitglied des Aufsichtsrats der Kärntner Beteiligungsverwaltung[16]
- Mitglied des Aufsichtsrats der Kärntner Flughafen Betriebsgesellschaft mbH[17]

## Auszeichnungen
- 2001: Ehrendoktorat der Nationalen Technischen Universität Charkiw, Ukraine
- 2012: Ehrenprofessor (Honored Professor of Science) der Staatlichen Universität Cherson, Ukraine
- 2013: Goldene Medaille der Stadt Klagenfurt
- 2013: ER Fellow[18]
- 2016: Große Ehrenmedaille der Wirtschaftskammer Kärnten
- 2024: Peter P. Chen Award[19]

## Werke
- G. Dobbie, U. Frank, G. Kappel, S.W. Liddle, H.C. Mayr, H.C. (Eds.): Conceptual Modeling. Conceptual Modeling. Proc. 39th International Conference, ER 2020, Springer LNCS (= Lecture Notes in Computer Science. 12400), 2020.
- H.C. Mayr (Hrsg.): Sonderheft 50 Jahre Informatik. Informatik Spektrum Vol. 43 (4), Springer Verlag 2020.
- H.C. Mayr, St. Rinderle-Ma, St. Strecker (Eds.): 40 Years EMISA - Digital Ecosystems of the Future: Methodology, Techniques and Applications. Proc. 40th Conf. of the GI SIG EMISA, Tutzing 2019, LNI (= Lecture Notes in Informatics. P-304).
- D. Bork, D. Karagiannis, H.C. Mayr, H.C. (Hrsg.): Modellierung 2020. Lecture Notes in Informatics, LNI (= Lecture Notes in Informatics. P-302).
- V. Ermolayev, F. Mallet, V. Yakovyna, H.C. Mayr, A. Spivakovsky (eds.): Information and Communication Technologies in Education, Research, and Industrial Applications. 15th International Conference, ICTERI 2019. Revised Selected Papers, Springer CCIS (= Communications in Computer and Information Science. 1175)
- V.Ermolayev, M.C. Suárez-Figueroa, V. Yakovyna, H.C. Mayr, M. Nikitchenko, A. Spivakovsky (eds.): Information and Communication Technologies in Education, Research, and Industrial Applications. 14th International Conference, ICTERI 2018. Revised Selected Papers, Springer CCIS (= Communications in Computer and Information Science. 1007).
- N. Bassiliades, V. Ermolayev, H.-G. Fill, V. Yakovyna, H. C. Mayr, M. Nikitchenko, G. Zholtkevych, A. Spivakovsky (Hrsg.): Information and Communication Technologies in Education, Research, and Industrial Applications. 13th International Conference, ICTERI 2017, Kyiv, Ukraine. (= Communications in Computer and Information Science. 826). Springer, 2018.
- H. C. Mayr, Giancarlo Guizzardi, Hui Ma, Oscar Pastor: Conceptual Modeling. Proc. 36th International Conference. (= Lecture Notes in Computer Science. 10650). 2017.
- A. Ginige, H. C. Mayr, D. Plexousakis (Hrsg.): Information and Communication Technologies in Education, Research, and in Industrial Applications. (= Communications in Computer and Information Science. 783). Springer, 2017.
- H. C. Mayr, M. Pinzger (Hrsg.): Informatik: von Menschen für Menschen. (= Lecture Notes in Informatics. P-). Köllen-Verlag, 2016.
- D. Karagiannis, H. C. Mayr, J. Mylopoulos (Hrsg.): Domain-Specific Conceptual Modeling - Concepts, Methods and Tools. Springer, 2016.
- V. Yakovyna, H. C. Mayr, M. Nikitchenko, G. Zholtkevych, A. Spivakovsky, S. Batsakis (Hrsg.): Information and Communication Technologies in Education, Research, and Industrial Applications. Proc. 11th Int. Conf. ICTERI 2015, Lviv, Ukraine. Revised Selected Papers. (= Communications in Computer and Information Science. 594). Springer, 2016.
- V. Ermolayev, H. C. Mayr, M. Nikitchenko, A. Spivakovsky, G. Zholtkevych (Hrsg.): Information and Communication Technologies in Education, Research and Industrial Applications. 9th Int. Conf. ICTERI 2014. Revised Selected Papers. (= Communications in Computer and Information Science. 469). Springer, 2014.
- H. C. Mayr, A. Kop, A. Liddle, A. Ginige (Hrsg.): Information Systems: Methods, Models, and Applications. (= Lecture Notes in Business Information Processing). Springer, 2013.
- G. Engels, D. Karagiannis, H. C. Mayr (Hrsg.): Modellierung 2010. (= Lecture Notes in Informatics. P-161). Köllen-Verlag, 2010.
- J. Yang, A. Ginige, H. C. Mayr: Information Systems: Modeling, Development and Integration. Proc. 3rd  Int. United Information Systems Conference (Uniscon 2009), Sydney. (= Lecture Notes in Business Information Processing). Springer-Verlag.
- H. C. Mayr, D. Karagiannis (Hrsg.): Information Systems Technology and its Applications. Proc. 6th International Conference ISTA‘2007, Kharkiv Ukraine, Mai 2007. (= Lecture Notes in Informatics. P-107).
- W. Abramowicz, H. C. Mayr (Hrsg.): Business Information Systems. Springer Verlag, 2007.
- H. C. Mayr, R. Breu (Hrsg.): Modellierung 2006. (= Lecture Notes in Informatics). Köllen-Verlag, März 2006.
- D. Karagiannis, H. C. Mayr: Information Systems Technology and its Applications. (= Lecture Notes in Informat-ics). Köllen-Verlag, 2006.
- I.-Y. Song, M. Bertolotto, I. Comyn-Wattiau, W.-J. van den Heuvel, M. Kolp, Ch. Trujillo, Ch. Kop, H. C. Mayr: (Hrsg.): Perspectives in Conceptual Modeling. (= Lecture Notes in Computer Science. 3770). Springer, 2005.
- L. Delcambre, Ch. Kop, H. C. Mayr, J. Mylopoulos, O. Pastor (Hrsg.): Conceptual Modeling – ER 2005. (= Lecture Notes in Computer Science. 3716). Springer 2005.
- R. K. Kaschek, S. Liddle, H. C. Mayr (Hrsg.): Proc. 4th Int. Conf. on Information Systems Technology and its Applications ISTA2005; Palmerston North, New Zealand. (= Lecture Notes in Informatics). 2005.
- A. Dorling, H. C. Mayr, T. Rout (Hrsg.): Proc. 5th Int. Conference on Software Process Improvement and Capability Determination SPiCE2005. book@ocg, Klagenfurt 2005.
- S. Wang, Sh. Zhou, H. C. Mayr u. a. (Hrsg.): Conceptual Modeling for Advanced Application Domains. (= Lecture Notes in Computer Science. 3289). Springer 2004.
- A. Doroshenko, T. Halpin, S. Liddle, H. C. Mayr (Hrsg.): Information System Technology and its Applications. (= Lecture Notes in Informatics. P48). GI-Edition, 2004.
- M. D. Godlevsky, St. Liddle, H.C. Mayr (Hrsg.): Information Systems Technology and its Applications. (= Lecture Notes in Informatics. P-30). GI-Edition, 2003.
- A. Hiroshi, Y. Kambayashi, V. Kumar, H. C. Mayr, I. Hunt (Hrsg.): Conceptual Modeling for NewInformation Systems Technologies. ER 2001 Workshops. Yokohama, Nov. 2001. (= Lecture Notes in Computer Science. 2465). Springer, Berlin/Heidelberg 2002.
- H.-J. Appelrath, R. Beyer, U. Marquardt, H.C. Mayr, C. Steinberger (Hrsg.): Unternehmen Hochschule. (= Lecture Notes in Informatics. P-6). GI-Edition, Bonn 2001.
- H. C. Mayr, J. Lazansky, G. Quirchmayr, P. Vogel (Hrsg.): Database and Expert Systems Applications. (= Lecture Notes in Computer Science. 2113). Springer, 2001.
- J. Kouloumdjian, H. C. Mayr, A. Erkollar (Hrsg.): Data and Document Reengineering for the Web. Proc. 7th Int. Conf. On Re-Technologies for Information Systems, ReTIS‘2001. books@ocg.at, Vienna 2001.
- M. D. Godlevsky, H. C. Mayr (Hrsg.): Information Systems Technology and its Applications. (= Lecture Notes in Informatics. P-2). GI-Edition, Bonn, 2001.
- S. W. Liddle, H. C. Mayr, B. Thalheim (Hrsg.): Conceptual Modeling for E-Business and the Web. Proc. ER'2000 Workshops, Salt Lake City, Utah, USA. (= Lecture Notes in Computer Science. 1921). Springer 2000.
- G. Fliedl, H. C. Mayr (Hrsg.): Applications of Natural Language to Information Systems. Proc. 4th Int. Conf. NLDB’99. Klagenfurt 1999.
- H. C. Mayr (Hrsg.): Beherrschung von Informationssystemen. Proc. Informatik'96. R. Oldenbourg Verlag, Klagenfurt 1996.
- H. C. Mayr, R. Wagner (Hrsg.): Objektorientierte Methoden für Informationssysteme. Springer Verlag, Berlin 1993.
- H. C. Mayr, K. R. Dittrich, P. C. Lockemann: Datenbankentwurf. In: Datenbankhandbuch. Springer-Verlag, 1987.
- P. C. Lockemann, H. C. Mayr: Rechnergestützte Informationssysteme. Springer, 1978.

## Privates
Mayr ist seit 1974 verheiratet und hat zwei Töchter.